# محمد الغنيمي التفتازاني
محمد بن محمد بن عبد الرحمن الزغلي الغنيمي (1893م/1311هـ - 1936م/1355هـ) هو كاتب وشاعر وخطيب ومتصوف مصري. عُرِف بميوله القومية العربية، ودفاعه المستمر ضد التواجد الصهيوني في فلسطين. أنشأ مجلة «البشائر» التصوفية، ونشر المقالات في العديد من الصحف المصرية التي كانت تصدر في زمنه، كما قام بتأليف وترجمة عدد من الكتب.

## حياته
ولد في عام 1893 في منطقة الغنيمية لأسرة متصوفة، وأخذ عن أسرته طريقته في التصوف، تلقى تعليمه الأولي في مسقط رأسه، وحفظ القرآن، ثم التحق بعدد من المدارس الابتدائية والإعدادية والثانوية. بدأ دراسته الجامعية في كلية الآداب بجامعة تورينو في إيطاليا، غير أنه لم يكمل دراسته فيها. وكذا قام بزيارة الكثير من العواصم الأوربية، كما زار دول البلقان والحجاز. أجاد اللغة الإنجليزية بالإضافة إلى الفرنسية. توفي في القاهرة، بدون أن تظهر عليه أعراض المرض.

## منشوراته
- منظومة السادة الغنيمية، نشرت في المجموعة العليا لأوراد وأحزاب طريقة السادة الغنيمية
- مجموعة قصائد نشرت في الصوفي المجدد محمد الغنيمي التفتازاني
- مذكرات سياسية عن المسألة المصرية
- بعض رجالات السياسة المعروفين من المصريين والإنجليز
- تاريخ مصر الحديث لإدوار لين (مترجم عن الإنجليزية)
- رجالات مصر كما عرفتهم لا كما عرفهم الناس (مخطوط)
- حديث الصيام (مجموعة مقالات نشرت في صحيفة الأهرام في شهر رمضان 1344هـ)